# Huschtesee
Der Huschtesee ist ein rund drei Hektar großes Gewässer auf der Gemarkung der Gemeinde Heidesee im Landkreis Dahme-Spreewald im Land Brandenburg.
Der See ist Teil der Teupitzer Gewässer, einer Seenkette, die mit dem Huschtesee in der Dahme mündet. Er befindet sich westlich von Prieros, einem Ortsteil der Gemeinde Heidesee. An seinem südliche Ufer liegt eine 38 m hohe Erhebung, der Appelberg. An nördlichen Ufer ist eine Naturbadestelle, die von der Bundesstraße 246 aus erreicht werden kann. Am nördlichen Ufer führt weiterhin ein Fontaneweg entlang.
Die erste schriftliche Erwähnung fand  1698 als Wuschtzig statt. Erst im 19. Jahrhundert setzte sich das initiale H- durch. Der Name leitet sich vom altsorbischen Wort *Vuste für 'Mündung' ab.